# پائولا زانی
پائولا زانی (انگلیسی: Paola Zanni؛ زادهٔ ۱۲ ژوئن ۱۹۷۷) بازیکن فوتبال اهل ایتالیا است.
وی همچنین در تیم ملی فوتبال زنان ایتالیا بازی کرده‌است.